# العلاقات الدومينيكانية الروسية
العلاقات الدومينيكانية الروسية هي العلاقات الثنائية التي تجمع بين جمهورية الدومينيكان وروسيا.

## مقارنة بين البلدين
هذه مقارنة عامة ومرجعية للدولتين:
| وجه المقارنة                                              | جمهورية الدومينيكان | روسيا                                   |
| --------------------------------------------------------- | ------------------- | --------------------------------------- |
| المساحة (كم2)                                             | 48.67 ألف           | 17.08 مليون                             |
| عدد السكان (نسمة)                                         | 10.40 مليون         | 146.80 مليون                            |
| الكثافة السكانية (ن./كم²)                                 | 213.68              | 8.59                                    |
| العاصمة                                                   | سانتو دومينغو       | موسكو                                   |
| اللغة الرسمية                                             | اللغة الإسبانية     | اللغة الروسية                           |
| العملة                                                    | بيزو دومنيكاني      | روبل روسي                               |
| الناتج المحلي الإجمالي (بليون دولار)                      | 75.93 مليار         | 1.58 تريليون                            |
| الناتج المحلي الإجمالي (تعادل القوة الشرائية) بليون دولار | 149.89 مليار        | 3.69 تريليون                            |
| الناتج المحلي الإجمالي الاسمي للفرد دولار أمريكي          | 6.47 ألف            | 9.09 ألف                                |
| الناتج المحلي الإجمالي للفرد دولار أمريكي                 | 13.26 ألف           |                                         |
| مؤشر التنمية البشرية                                      | 0.715               | 0.798                                   |
| رمز المكالمات الدولي                                      | +1809، +1829، +1849 | +7                                      |
| رمز الإنترنت                                              | .do                 | .ru، .рф، .рус ‏، .su                    |
| المنطقة الزمنية                                           | 00                  | Magadan Time ‏، ت ع م+02:00، ت ع م+12:00 |

## منظمات دولية مشتركة
يشترك البلدان في عضوية مجموعة من المنظمات الدولية، منها:
| علم المنظمة | اسم المنظمة                        | تاريخ انضمام جمهورية الدومينيكان | تاريخ انضمام روسيا |
| ----------- | ---------------------------------- | -------------------------------- | ------------------ |
|             | مؤسسة التنمية الدولية              | 16 نوفمبر 1962                   | 16 يونيو 1992      |
|             | المنظمة الهيدروغرافية الدولية      | ?                                | ?                  |
|             | يونسكو                             | 4 نوفمبر 1946                    | 21 أبريل 1954      |
|             | مؤسسة التمويل الدولية              | 31 أكتوبر 1961                   | 12 أبريل 1993      |
|             | منظمة حظر الأسلحة الكيميائية       | ?                                | ?                  |
|             | الأمم المتحدة                      | 24 أكتوبر 1945                   | 24 أكتوبر 1945     |
|             | منظمة الشرطة الجنائية الدولية      | ?                                | 27 سبتمبر 1990     |
|             | البنك الدولي للإنشاء والتعمير      | 18 سبتمبر 1961                   | 16 يونيو 1992      |
|             | الاتحاد البريدي العالمي            | ?                                | ?                  |
|             | وكالة ضمان الاستثمار متعدد الأطراف | 7 مارس 1997                      | 29 ديسمبر 1992     |
|             | منظمة التجارة العالمية             | ?                                | 22 أغسطس 2012      |

## وصلات خارجية
- موقع وزارة الخارجية الروسية